# Сериккалиев, Арсен Мерекеулы
Арсен Мерекеулы Сериккалиев (каз. Арсен Мерекеұлы Серікқалиев; 3 января 2002, Атырау, Атырауская область, Казахстан) — казахстанский футболист, нападающий.

## Клубная карьера
Воспитанник атырауского футбола. Футбольную карьеру начинал в 2018 году в составе клуба «Атырау U-21» во второй лиге. 23 октября 2022 года в матче против клуба «Астана» дебютировал в казахстанской Премьер-лиге (1:5), выйдя на замену на 90-й минуте вместо Дмитрия Плетнёва.

## Клубная статистика
| Игровая карьера | Игровая карьера | Игровая карьера | Лига | Лига | Кубок | Кубок | Межд. | Межд. | Др. | Др. |
| --------------- | --------------- | --------------- | ---- | ---- | ----- | ----- | ----- | ----- | --- | --- |
| 2018            | Атырау U-21     | В               | 6    | 0    | —     | —     | —     | —     | —   | —   |
| 2019            | Атырау U-21     | В               | 22   | 1    | —     | —     | —     | —     | —   | —   |
| 2020            | Атырау U-21     | В               | 3    | 0    | —     | —     | —     | —     | —   | —   |
| 2021            | Атырау U-21     | В               | 18   | 3    | —     | —     | —     | —     | —   | —   |
| 2022            | Атырау          | А               | 1    | 0    | —     | —     | —     | —     | —   | —   |
| 2022            | Атырау U-21     | В               | 19   | 8    | —     | —     | —     | —     | —   | —   |